# Love Me for What I Am
«Love Me for What I Am» es una canción interpretada por el músico estadounidense Lobo. Fue publicado en junio de 1973 como la sexta canción de su tercer álbum de estudio, Calumet. Más tarde, la canción fue publicada en septiembre de 1973 como el lado B del sencillo «There Ain't No Way».

## Recepción de la crítica
Un escritor no especificado de la revista Record World indicó que la “gran baladista” sigue la misma línea que sus otros grandes éxitos. Un escritor no especificado de la revista Cash Box elogió las “letras geniales y voces suaves habituales, respaldadas por una instrumentación perfecta y esos ganchos patentados por Lobo”.

## Créditos y personal
Créditos adaptados desde las notas de álbum de Calumet.
Músicos
- Lobo – voces, guitarra acústica
- Barry Harwood – guitarra eléctrica
- Roy Yeager – batería, percusión
- John Mulkey – bajo eléctrico
- Jim Ellis – piano, órgano

Personal técnico
- Phil Gernhard – productor, arreglos
- Bob Richardson – ingeniero de audio
- John Abbott – arreglos

## Posicionamiento
| Gráfica (1973)                     | Pico de posición |
| ---------------------------------- | ---------------- |
| Estados Unidos (Billboard Hot 100) | 86               |